# Raymond Scheffer
Raymond Scheffer (Tilburg) is een voormalig drievoudig Nederlands squashkampioen.

## Squash
Vijftien jaar vertegenwoordigde Scheffer Nederland op het Europees Landen Team Kampioenschap (ELTK).

In 1990 en 1991 werd Scheffer landskampioen, in 1992 werd hij verslagen door Lucas Buit, en moest hij zich kwalificeren om aan het Dutch Open in Amsterdam mee te doen. Nederland bereikte de 6de plaats. In 1993 pakte hij de titel nog eenmaal terug, ondanks dat hij zijn tijd al begon te verdelen tussen squash en golf.

## Golf
Begin 90'er jaren stapte Scheffer over op golf. Vijf jaar lang was hij head-professional op Efteling Golfpark en vijf jaar lang was hij jeugdcoach van de Nederlandse Golf Federatie.
Van 2004 tot 2008 was hij werkzaam bij de Golfsociëteit De Lage Vuursche .